# Vaino Väljas
Vaino Väljas (en ruso: Ва́йно Ио́сипович Вя́льяс, romanizado: Vaino Iosipovich Vyalias; Külaküla, Hiiumaa, 28 de marzo de 1931-16 de enero de 2024) fue un político soviético y estonio. Fue quinto presidente del Sóviet Supremo de la República Socialista Soviética de Estonia desde el 18 de abril de 1963 hasta el 19 de marzo de 1967 y Primer Secretario del Partido Comunista de la República Socialista Soviética de Estonia desde el 16 de junio de 1988 hasta abril de 1990.

## Biografía

### Primeros años
Nació el 28 de marzo de 1931 en Külaküla, Estonia. Se convirtió en miembro del Partido Comunista de la Unión Soviética en 1952. En 1955, se graduó de la Universidad Estatal de Tartu.

### Carrera profesional
En 1949, comenzó a trabajar en el Komsomol. De 1955 a 1961 ocupó el cargo de Primer Secretario del Comité Central de la ELKNÜ. De 1961 a 1971, Väljas fue primer secretario del Comité del Partido Comunista en la ciudad de Tallin. De 1971 a 1980 fue secretario del Comité Central del Partido Comunista de la RSS de Estonia. Dado que se consideraba que Väljas tenía inclinaciones nacionalistas estonias, fue retirado de la RSS de Estonia y nombrado embajador soviético en Venezuela en 1980 y Nicaragua en 1986.

### Líder de la República Socialista Soviética de Estonia
Cuando el movimiento de independencia de Estonia cobró impulso en 1988, el relativamente liberal Väljas fue retirado de Nicaragua y designado por Mijaíl Gorbachov como líder del Partido Comunista de la RSS de Estonia. El Partido Comunista perdió su monopolio del poder en febrero de 1990. Más tarde, Väljas votó a favor de la Restauración de la Independencia de Estonia en agosto de 1991.

### Era postsoviética
Väljas fue el líder del Partido Democrático de los Trabajadores de Estonia, hasta 1995, considerado sucesor del Partido Comunista de la RSS de Estonia.

## Premios y condecoraciones
- Orden de Lenin (1965)
- 3 Órdenes de la Bandera Roja del Trabajo (1958, 1971, and 1973)
- Orden de la Amistad de los Pueblos (1981)
- Orden del Escudo Nacional (2002)
- Orden de la Estrella Blanca (2006)
- Aadu Luukas Mission Award (2017)
- Tallin Coat of Arms (2021)
- Order del Liberador (Venezuela, 1986)